# Método da bisseção

Método da bisseção.

O método da bisseção (português brasileiro) ou método da bissecção (português europeu) é um método de busca de raízes que bissecta repetidamente um intervalo e então seleciona um subintervalo contendo a raiz para processamento adicional. Trata-se de um método simples e robusto, mas relativamente lento quando comparado a métodos como o método de Newton ou o método das secantes. Por este motivo, ele é usado frequentemente para obter uma primeira aproximação de uma solução, a qual é então utilizada como ponto inicial para métodos que convergem mais rapidamente. O método também é chamado de método da pesquisa binária, ou método da dicotomia.

## O método

Bisseção do intervalo e os elementos envolvidos.

Este método pode ser usado para encontrar as raízes de uma função contínua {\textstyle f:[a,b]\to \mathbb {R} }, {\textstyle y=f(x)}, tendo {\textstyle f(a)} e {\textstyle f(b)} sinais opostos, ou seja, {\displaystyle f(a)\cdot f(b)<0}. Nestas condições, o teorema do valor intermediário garante a existência de uma raiz no intervalo {\displaystyle (a,b)}.
O método consiste em dividir o intervalo no seu ponto médio {\displaystyle c=(a+b)/2}, e então verificar em qual dos dois subintervalos garante-se a existência de uma raiz.  Para tanto, basta verificar se {\textstyle f(a)\cdot f(c)<0}. Caso afirmativo, existe pelo menos uma raiz no intervalo {\textstyle (a,c)}, caso contrário garante-se a existência de uma raiz no intervalo {\textstyle [c,b)}. O procedimento é, então, repetido para o subintervalo correspondente à raiz até que {\textstyle c} aproxime a raiz com a precisão desejada.

## Análise
A cada passo, o erro absoluto é reduzido pela metade, e assim o método converge linearmente. Especificamente, se {\displaystyle c_{1}=(a+b)/2} é o ponto médio do intervalo, e {\displaystyle c_{n}} é o ponto médio do intervalo da {\displaystyle n}-ésima iteração, então a diferença entre {\displaystyle c_{n}} e uma solução {\displaystyle c} é limitada por
{\displaystyle |c_{n}-c|\leq {\frac {|b-a|}{2^{n}}}.}
Assim, se {\displaystyle \epsilon _{n}} for a estimativa do erro absoluto na {\displaystyle n}-ésima iteração, então
{\displaystyle \epsilon _{n+1}\leq \epsilon _{n}/2}
e o método da bisseção tem convergência linear, o que é comparativamente lento.
Esta fórmula também pode ser utilizada para determinar de antemão o número {\displaystyle n} máximo de iterações que seriam necessárias para que a aproximação fornecida pelo método estivesse dentro de uma determinada margem de erro (ou tolerância) {\displaystyle \epsilon }:
{\displaystyle n=\log _{2}\left({\frac {\epsilon _{0}}{\epsilon }}\right)={\frac {\log \epsilon _{0}-\log \epsilon }{\log 2}},}
sendo {\displaystyle \epsilon _{0}} o tamanho do intervalo inicial, isto é, {\displaystyle \epsilon _{0}=b-a.}

## Algoritmo
Com o método da bisseção podemos construir um algoritmo para aproximar a raiz de uma função. Por exemplo, temos o seguinte pseudocódigo:
```
ENTRADA: Função 
f
, extremos do intervalo 
a
, 
b
, tolerância 
TOL
, número máximo de iterações 
NMAX

CONDIÇÕES: 
a
 < 
b
, ou 
f
(
a
) < 0 e 
f
(
b
) > 0 ou 
f
(
a
) > 0 e 
f
(
b
) < 0
SAÍDA: valor que difere de uma raiz de 
f
(
x
)=0 por menos do que 
TOL
```

```
N
 ← 1

Enquanto
 
N
 ≤ 
NMAX
 
# limita o número de iterações para prevenir um loop infinito

  
c
 ← (
a
 + 
b
)/2 
# novo ponto médio

  
Se
 
f
(
c
) = 0 ou (
b
 – 
a
)/2 < 
TOL
 
então
 
# solução encontrada

    Retorne(
c
)
    
Pare

  
Fim

  
N
 ← 
N
 + 1 
# incrementa o contador de iterações

  
Se
 sinal(
f
(
c
)) = sinal(
f
(
a
)) 
então
 
a
 ← 
c
 
senão
 
b
 ← 
c
 
# novo intervalo

Fim

Retorne("O algoritmo falhou.") 
# núm. máximo de iterações excedido
```

## Exemplo
Calculemos os zeros da função
{\displaystyle f(x)=x^{3}-x-2}
De início temos de achar valores para {\displaystyle a} e {\displaystyle b} tais que {\displaystyle f(a)} e {\displaystyle f(b)} tenham sinais contrários. {\displaystyle a=1} e {\displaystyle b=2} respeitam esta condição.
{\displaystyle f(1)=-2}
e
{\displaystyle f(2)=+4}
Como a função é contínua, sabemos que existe uma raiz no intervalo {\textstyle (1,2)}.
A primeira iteração gera {\displaystyle c=1.5}, e {\displaystyle f(1.5)=-0.125}. Como {\textstyle f(c)} é negativa, {\textstyle c} se tornará nosso novo {\textstyle a} para que continuemos tendo {\displaystyle f(a)} e {\displaystyle f(b)} com sinais opostos, e com isso saber que a raiz se encontra em  {\textstyle (1.5,2)}. Repetindo esses passos, teremos intervalos cada vez menores até que o valor de {\textstyle c} convirja para o zero de nossa equação. Veja os valores plotados na tabela abaixo:
| Iteração | {\displaystyle a_{n}} | {\displaystyle b_{n}} | {\displaystyle c_{n}} | {\displaystyle f(c_{n})} |
| -------- | --------------------- | --------------------- | --------------------- | ------------------------ |
| 1        | 1                     | 2                     | 1.5                   | −0.125                   |
| 2        | 1.5                   | 2                     | 1.75                  | 1.6093750                |
| 3        | 1.5                   | 1.75                  | 1.625                 | 0.6660156                |
| 4        | 1.5                   | 1.625                 | 1.5625                | 0.2521973                |
| 5        | 1.5                   | 1.5625                | 1.5312500             | 0.0591125                |
| 6        | 1.5                   | 1.5312500             | 1.5156250             | −0.0340538               |
| 7        | 1.5156250             | 1.5312500             | 1.5234375             | 0.0122504                |
| 8        | 1.5156250             | 1.5234375             | 1.5195313             | −0.0109712               |
| 9        | 1.5195313             | 1.5234375             | 1.5214844             | 0.0006222                |
| 10       | 1.5195313             | 1.5214844             | 1.5205078             | −0.0051789               |
| 11       | 1.5205078             | 1.5214844             | 1.5209961             | −0.0022794               |
| 12       | 1.5209961             | 1.5214844             | 1.5212402             | −0.0008289               |
| 13       | 1.5212402             | 1.5214844             | 1.5213623             | −0.0001034               |
| 14       | 1.5213623             | 1.5214844             | 1.5214233             | 0.0002594                |
| 15       | 1.5213623             | 1.5214233             | 1.5213928             | 0.0000780                |

Como podemos ver, a partir da 13º iteração o valor de {\textstyle c} já tem 4 dígitos significativos corretos.